# 걸크러쉬
걸크러쉬는 2019년 4월 6일 댄스팀에서 걸그룹으로 정식 승격한 대한민국 4인조 그룹이다.

## 멤버
- 태리
- 지아
- 보미
- 하윤

## 탈퇴 멤버
- 세히 - 댄스팀 시절 멤버로, 걸그룹 승격 직전 계약 만료로 탈퇴한다.
- 요나 - 2021년 2월 탈퇴